# بنتلی مولسان (۲۰۱۰)
بنتلی مولسان (به انگلیسی: Bentley Mulsanne) یک خودروی دست‌ساز است که از سال ۲۰۱۰ تاکنون توسط شرکت بریتانیایی بنتلی موتورز تولید شده‌است.
طراحی این خودرو موتور جلو-محور عقب بوده‌است. سامانه جعبه‌دندهٔ آن ۸ دنده به صورت خودکار است.